# رلتیولی اسپیس
رلتیولی اسپیس (انگلیسی: Relativity Space) شرکت هوافضای آمریکایی است، که در سال ۲۰۱۵ تأسیس شد.